# Harald Tammer
Harald Tammer (n. 9 ianuarie 1899, Revel, Imperiul Rus – d. 6 iunie 1942, Unzhlag⁠(d), RSFS Rusă, URSS) a fost un jurnalist, atlet și halterofil eston. Ca halterofil a câștigat un titlu mondial la categoria grea în 1922 și o medalie de bronz la Jocurile Olimpice din 1924. Ca atlet a participat în proba de aruncarea greutății la Jocurile Olimpice din 1920 și 1924, clasându-se pe locul șase, respectiv doisprezece. El a fost portdrapelul Estoniei în 1920, și reprezentant al echipei olimpice a Estoniei la edițiile din 1928 și 1936.

## Cariera
În 1915 Tammer a absolvit Școala de Comerț de la Tallinn și s-a înscris în Asociația Sportivă Kalev. În următorul an, Tammer s-a clasat pe podium în campionatele Rusiei la aruncarea greutății, aruncarea discului și aruncarea ciocanului. Curând după aceea s-a oferit ca voluntar să lupte în Primul Război Mondial și Războiul de Independență a Estoniei și a făcut parte din brigada Kalevi Malev din cadrul Forțelor de Apărare Estoniene din Tallinn. După demobilizare, între 1921 și 1928 a editat ziarul eston de sport Eesti Spordileht. Între 1923-1933 a fost jurnalist al cotidianului Eesti Päevaleht, ulterior ocupând poziția de redactor-șef între anii 1933-1940. Între anii 1928 și 1940 el a fost membru al consiliului Uniunii Jurnaliștilor Estoni, iar între 1934 și 1935 a condus Uniunea Jurnaliștilor Baltici. Tammer a studiat 
dreptul și diplomația la École Libre des Sciences Politiques din Paris între 1931 și 1933. A fost, de asemenea, membru al consiliului de administrație al Comitetul Național Olimpic al Estoniei între anii 1933 și 1940, și a făcut parte din Parlamentul Estonian între 1937 și 1940. În 1940, a lucrat pentru scurt timp ca editor al revistei Revue Baltique. În 1941 a fost acuzat de spionaj pentru Forțele de Apărare ale Estoniei și deportat în Rusia. A murit în 1942 într-un lagăr de lângă gara Suhobezvodnoe din raionul Semionovski, regiunea Nijni Novgorod.

## Premii
- 21 februarie 1940: Ordinul Crucea Rosie a Estoniei II clasa a II-a (et: Eesti Punase Risti Teenetemärk II klass)
- 18 iunie 1936: Ordinul Crucea Rosie a Estoniei II clasa I (et:Eesti Punase Risti mälestusmärk II järgu am aste)
- 1924: Ordinul Lāčplēsis nr.3/1816[7]